# XXCLUB
XXCLUB（チョメチョメクラブ） は、タイタンに所属する日本のお笑いコンビ。

## メンバー
大島 育宙（おおしま やすおき、1992年12月17日 - ）（32歳）
ボケ担当。立ち位置は向かって左。

早乙女 零（さおとめ れい、1994年10月27日 - ）（30歳）
ツッコミ・一発ギャグ担当、立ち位置は向かって右。
- 広島県出身。私立修道高等学校、明治大学文学部史学地理学科卒業。当初の芸名は「大谷ふみたか」。
- 黒いおかっぱ頭に黒縁眼鏡という往年の大木凡人のような風貌で、オーバーオールを身に纏っている。
- 小学生の頃に『爆笑問題のバク天!』（TBSテレビ）を見てお笑い芸人を志した。
- 兄も学生芸人として活動していたことがあり、ガク（現真空ジェシカ）と「スーパーテイスティーブラザーズ」というコンビを組んでいた。
- 『冗談手帖』の中で「大谷小判♀」に改名。ある占い師に「人間が付けていい画数じゃない」と言われたことがきっかけだったという。
- 2021年7月10日放送の『XXCLUBのオールナイトニッポン0 (ZERO)』（ニッポン放送）内のコーナー「大谷小判♀、改名します」でリスナーから送られてきた改名案の中から自ら選び、「早乙女零」に改名する。
- 2023年より、後輩ピン芸人・鎌とのユニット「メシキラ」としても活動。

## 概要
2015年、大学のお笑いサークルで知り合い、大島が大谷を誘いコンビを結成。大島は早稲田大学お笑い工房LUDOと明治大学お笑いサークル木曜会Zの掛け持ち、大谷は木曜会Zの出身。大学生お笑いコンテストのVol.3、Vol.5、Vol.6、Vol.8で優勝、Vol.2、Vol.7で2位。2016年、第5回関東大学生お笑いグランプリ2016で優勝、またアマチュアながらM-1グランプリ2016で3回戦進出。
2017年1月、タイタン預かりになり、翌月にタイタンライブへ初出演した。
2021年4月10日放送の若手芸人が数分間のトークを披露し、審査員によって選ばれた1組を『オールナイトニッポン0（ZERO）』の単発パーソナリティに起用するオーディション番組『オールナイトニッポン0（ZERO）〜決戦！お笑い有楽城〜』で優勝。「ANN0」冠特番のパーソナリティ権と賞金10万円を獲得した。

## 芸風
主に漫才。大島の低音・美声を生かしたネタが多い。時事ネタを取り入れることもある。バラエティ番組出演時とは違い、漫才では学歴ネタを使うことはほぼ無い。

## 出演

### テレビ

#### 現在のレギュラー
- ＃バズ英語〜SNSで世界をみよう〜（Eテレ、2020年4月3日 - ）

#### その他出演番組
- クイズプレゼンバラエティー Qさま!!（テレビ朝日、2015年5月4日、2017年4月24日 - ）大島のみ
- 金曜日くらい褒められたい（BS朝日、2016年12月16日）VTR出演
- ネプリーグ（フジテレビ、2017年2月7日、2023年4月10日）2017年は大島のみ
- さんまの東大方程式（フジテレビ、2017年3月1日・9月27日、2018年3月30日）大島のみ
- 雑学王（テレビ朝日、2017年4月3日・9月25日、2019年4月1日）大島のみ
- ウチのガヤがすみません!（日本テレビ、2017年4月4日・6月6日・6月13日・9月19日）
- バクモン学園（テレビ朝日、2017年4月17日・4月24日・5月8日・5月15日・6月12日）
- 冗談手帖（BSフジ、2017年4月19日・8月16日）
- ウチのガヤがすみません!ゴールデン（日本テレビ、2017年6月6日）
- 冗談騎士（BSフジ、2018年4月4日）
- 勇者ああああ（テレビ東京、2018年5月31日）大島のみ
- みんなの2020バンバンジャパーン!（Eテレ、2018年6月30日）大谷のみ
- 前略、西東さん（中京テレビ、2018年11月24日）
- 潜在能力テスト（フジテレビ、2019年5月28日）大島のみ
- 有吉ジャポンII ジロジロ有吉（TBSテレビ、2020年7月17日）大谷のみ
- パネルクイズ アタック25（テレビ朝日、2020年10月4日）大島のみ

### ラジオ

#### 現在のレギュラー
- 西川あやの おいでよ!クリエイティ部（文化放送、2022年4月6日 - 2023年3月22日 水曜日コメンテーター、2023年3月28日 - 火曜日コメンテーター)　大島のみ

#### その他出演番組
- マイナビ Laughter Night（TBSラジオ、2017年2月11日、2018年4月6日）
- 爆笑問題の日曜サンデー（TBSラジオ、2017年3月12日）
- 爆笑問題のUSEN-MAN（SMART USEN、不定期出演）
- オールナイトニッポン0（ZERO）〜決戦！お笑い有楽城〜（ニッポン放送、2021年4月10日）
- 高田文夫のラジオビバリー昼ズ（ニッポン放送、2021年7月9日）
- XXCLUBのオールナイトニッポン0（ZERO）(ニッポン放送、2021年7月10日)
- ザ・ラジオショー（ニッポン放送、2022年6月9日）

### インターネット配信
- NewsBAR橋下（AbemaTV、2018年10月11日 - ）不定期でテーブル席に座る来店客として出演。

### ライブ
- タイタンライブU40（不定期開催）
- タイタンライブ・レア（不定期開催）
- タイタンシネマライブ（隔月開催、不定期）